# Schottenbruch bei Niedermeiser
Der Schottenbruch bei Niedermeiser ist ein FFH- und Naturschutzgebiet in der Stadt Liebenau und der Gemeinde Calden im Landkreis Kassel in Hessen.

## Allgemeines
Das Naturschutzgebiet mit der Gebietsnummer 1633038 ist 29,2 Hektar groß. Es ist nahezu deckungsgleich mit dem gleichnamigen, 28,57 Hektar großen FFH-Gebiet. Im Westen grenzt es abschnittsweise an das FFH-Gebiet „Bachlauf der Warme von Ehlen bis Liebenau“. Das Gebiet steht seit dem 2. Januar 1996 unter Naturschutz.

## Beschreibung
Das Naturschutzgebiet liegt südwestlich von Hofgeismar am Südwestrand des Naturparks Reinhardswald. Es umfasst Grünlandbereiche an zur Warme abfallenden Hängen des Fössen- und des Bodenbergs und im Warmetal sowie an Hängen des Bodenbergs, die in ein Seitental abfallen. Teilweise sind Halbtrockenrasen bzw. Magerrasen ausgebildet, die aus der Hutebeweidung mit Schafen oder Ziegen hervorgegangen sind. In den Bachtälern sind auch Feuchtwiesen und kleinflächig Gehölze mit Auwaldcharakter ausgebildet. Im Warmetal ist ein Feuchtgebiet mit einem größeren Teich und mehreren Tümpeln mit schmalen Röhrichtzonen und anschließenden Feuchtbrachen zu finden. Die Grünländer sind stellenweise verbuscht. Im Osten des Naturschutzgebietes stockt ein Wald am Hang zu dem Seitental, der teilweise als Orchideen-Buchenwald ausgebildet ist.
Die Halbtrockenrasen sind überwiegend artenreich. Sie beherbergen unter anderem mehrere Orchideenarten wie Braunrote Stendelwurz, Mückenhändelwurz, Bieneragwurz, Fliegenragwurz, Männliches Knabenkraut, Helmknabenkraut, Purpurknabenkraut, Dreizähniges Knabenkraut und Grünliche Waldhyazinthe sowie zahlreiche weitere Blühpflanzen und Gräser. Die Halbtrockenrasen sind Lebensraum einer artenreichen Tagfalterfauna, von denen zahlreiche Arten in der Roten Liste der Tagfalter in Hessen geführt werden. Weiterhin beherbergen die Halbtrockenrasen eine große Zauneidechsenpopulation.
Die Stillgewässer im Warmetal wurden 1984 auf einer ehemaligen Ackerfläche, die stellenweise stark vernässt war, angelegt. Sie haben sich naturnah entwickelt. In dem Feuchtgebiet haben sich Röhrichte und Hochstaudenfluren mit Rohrkolben, Schwanenblume, Mädesüß, Kuckuckslichtnelke, Gewöhnlichem Blutweiderich, Zottigem Weidenröschen und Kohldistel sowie Großseggenriede mit Sumpfsegge, Zweizeiliger Segge, Hainsegge und Rispensegge ausgebildet. Das Feuchtgebiet beherbergt verschiedene Amphibien und Libellen sowie mehrere Vogelarten.
Der Buchenwald im Osten des Gebietes wird von der Rotbuche dominiert. Dazu gesellen sich Gemeine Hainbuche, Stieleiche und Elsbeere. Die Krautschicht ist artenreich ausgebildet. Hier siedeln unter anderem Purpurknabenkraut und Weißes Waldvöglein.